# Корисні копалини Південно-Африканської Республіки
Ко́ри́сні копа́лини Півде́нно-Африка́нської Респу́бліки
Надра ПАР надзвичайно багаті різноманітними видами корисних копалин (к.к.), при цьому по ряду позицій країна займає провідні місця на континенті і у світі (та близько першого).

## Окремі види корисних копалин
Таблиця — Основні корисні копалини ПАР станом на
1998-99 рр.
| Корисні копалини                       | Запаси       | Запаси   | Вміст корисного компоненту в рудах, % | Частка у світі, % |
| Корисні копалини                       | Підтверджені | Загальні | Вміст корисного компоненту в рудах, % | Частка у світі, % |
| Метали платинової групи, т             | 49920        |          | 5,7 г/т                               | 84                |
| Алмази, млн кар. -природних -ювелірних |              | 130 60   |                                       | 11 13,6           |
| Барит, тис. т                          | 1000         | 3000     | 92 (BaSO4)                            | 0,3               |
| Оксид берилію, тис. т.                 | 5            | 43       | 0,23 (ВеО)                            | 2,2               |
| Залізні руди, млн т                    | 4000         | 9300     | 62 (Fe)                               | 2,3               |
| Золото, т                              | 20000        | 36000    | 0,3 — 4,95 г/т                        | 40,9              |
| Кобальт, тис. т                        | 12           | 15       | 0,02 (Со)                             | 0,2               |
| Марганцеві руди, млн т                 | 1051         | 4500     | 45 (Mn)                               | 29,3              |
| Мідь, тис. т                           | 7500         | 13000    |                                       | 1,1               |
| Нафта, млн т                           | 4            |          |                                       |                   |
| Нікель, тис. т                         | 2500         | 9345     | 0,36 (Ni)                             | 0,5               |
| Олово, тис. т                          | 25           | 30       | 0,3                                   |                   |
| Плавиковий шпат, млн т                 | 30           | 36       | 22 (CaF2)                             | 16                |
| Природний горючий газ, млрд м3         | 23           |          |                                       |                   |
| Свинець, тис. т                        | 5050         | 8140     | 5 (Pb)                                | 4,1               |
| Срібло, т                              | 13000        | 31000    | 100 г/т                               | 2,4               |
| Стибій, тис. т                         | 240          | 250      | 4                                     | 5,5               |
| Вугілля, млн т                         | 115530       | 132630   |                                       |                   |
| Апатити, млн т                         | 221          | 221      | 8,8 (Р2О5)                            | 4,36              |
| Фосфорити, млн т                       | 1            | 13       | 10 (Р2О5)                             | 0,02              |
| Хромові руди, млн т                    | 3755         |          | 37,1 (Cr2O3)                          | 82,86             |
| Цинк, тис. т                           | 11730        | 14930    | 5,3 (Zn)                              | 4,2               |
| Уран, тис. т                           | 218,3        | 284,4    | 0,03                                  | 8,6               |

Таблиця 2. — Видобуток основних видів мінеральної сировини в ПАР у 2001, тис.т
| Золото, кг            | 394 765    |
| Срібло, кг            | 109 570    |
| Алмази (карат)        | 11 167 416 |
| Паладій, кг           | 62 142     |
| Платина, кг           | 129 746    |
| Родій, кг             | 13 453     |
| Рутеній, кг           | 19 329     |
| Хроміт                | 5 502      |
| Кобальт (т)           | 371        |
| Мідь                  | 141,9      |
| Залізні руди          | 34 757     |
| Свинець в концентраті | 50,7       |
| Марганцеві руди       | 3 266      |
| Нікель                | 36,4       |
| Оксид урану (т)       | 1 065      |
| Цинк в концентраті    | 61,2       |
| Азбест (т)            | 13 393     |
| Кремній               | 2 132      |
| Вермікуліт            | 156,6      |
| Флуорит               | 286,4      |
| Гіпс                  | 382,8      |
| Вугілля               | 224 182    |

### Нафта і газ
Запаси нафти і природного газу в ПАР невеликі. Промислова нафтогазоносність встановлена на шельфі в мезозойських пісковиках Капського нафтогазоносного басейну. Перспективи відкриття нових промисловищ родовищ невеликі і пов'язуються з шельфом на півдні ПАР.

### Вугілля
Див. також Вугілля Південно-Африканської Республіки
За підтвердженими запасами кам'яного вугілля ПАР входить до провідної п'ятірки країн світу і займає 1-е місце в Африці (2003). Основна частина розвіданих запасів вугілля в країні укладена в родовищах басейну Вітбанк, де вугільні пласти залягають відносно полого, на невеликій глибині (близько 100 м), але вугілля характеризується значною зольністю, і лише незначна частина його придатна для коксування, інші — на вугленосних площах Ватерберґ, Спрінгбок, Лімпопо, Соутпансберґ і Лебомбо — в пр. Трансвааль, а також в Зулуленд і Молтено. Промислова вугленосність пов'язана переваажно з пермськими відкладами Карру (в основному з пісковиками світи Екка).
Потужність вугленосних шарів — до 400 м, глибина залягання 15—400 м.
Кількість витриманих пластів вугілля 3—5, середня потужність 2,5 м.
Вугілля в основному енергетичне, є коксівне та антрацити.
Вміст летких речовин 35—45 %, сірки до 2 %, зольність 7—12 % (до 30 %), теплотворна здатність 20—30 Мдж/кг 

### Золотоіуран
За підтвердженими запасами руд золота ПАР займає 1-е місце, а За підтвердженими запасами урану — 2-е місце (після Казахстану) у світі (2000).
Практично всі родовища руд урану і золота зосереджені в рудному районі Вітватерсранд.
Ресурси U в надрах ПАР оцінюються в 500 тис. т [Mining J. — 1999. — Annual Rev. — Р. 61].
Ресурси Au — до 60 тис. т прогнозується в ПАР, в основному, на флангах і глибоких горизонтах родовищ золотоносних конґломератів району Вітватерсранд, а також на значних глибинах у відносно менш вивченому південно-східному його секторі. Золотоуранова мінералізація концентрується в слюдисто-кварцовому цементі метаморфізованих конґломератів на глибині 300—1 500 м. Найбільші родовища знаходяться в районі міста Клерксдорп на Далекому Заході Ранді (Вааль-Ріфс, Бюффелсфонтейн, Хартбісфонтейн) і на Західній Ранді (Рандфонтейн, Блейфурьойтсіх, Дріфонтейн, Вестерн-Діп-Левелс).
Головні родовища руд золота: Вестерн-Голдінґс, Фрі-Стейт-Гедюлд, Президент-Бранд, Президент-Стайн, Сент-Геліна (в Оранжевій пр.), Клуф, Лібанон, Фентерспос і Кінрос (Західний Ранд), Вінкелхак та інші (Східний Ранд).
Загальні і підтверджені запаси золота в країні станом на 1997 р — 36 і 20 тис. т відповідно, на 2000 — 34 і 18 тис. т [Mining J. — 1999. — Annual Rev. — Р. 61]. Гірничим бюро і Геологічною службою США запаси золота в ПАР на кінець ХХ ст. (1998) оцінювалася в 38 тис. т (у світі — 72 тис. т).

### Залізо
За запасами залізних руд ПАР займає 1-е місце в Африці (2003).
Переважаюча кількість запасів залізняку пов'язана із залізистими кварцитами. Значні запаси залізняку укладені в комплексних родовищах. Понад 70 % розвіданих запасів укладені в метаморфогенних родовищах залізо-марганцевих руд Гамагару (300 млн т), Табазімбі (50 млн т), Сайшен та інших, локалізованих в кварцитах і сланцях нижнього протерозою на північної Капської провінції (басейн Куруман). Значні запаси пов'язані з титаномагнетитовими рудами магматичних родовищ Бушвелдського комплексу (Мапахс та інші) і карбонатитового комплексу Пхалаборва (Палабора).

### Марганець
За запасами марганцевих руд ПАР займає 1-е місце у світі (2003).
Ресурси марганцевих руд — 13 600 млн т (63.9 % світових). Практично всі запаси марганцевих руд (близько 95 %) зосереджені в метаморфогенних родовищ залізо-марганцевих руд басейнів Куруман і Постмасбурґ.
Родовища пов'язані з нижньопротерозойським комплексом карбонатно-теригенних відкладів. Рудна товща включає три витриманих пласти залізо-марганцевих руд сумарною потужністю 20—50 м, що простежуються на декілька кілометрів; глибина залягання досягає 400—500 м.
Вміст марганцю 38-48 %, заліза — 4-20 %, кремнезему — до 5 %, фосфору — незначна кількість.
Головні родовища: Маматван, Весселс, Блек-Рок, Мідделплатс в басейні Куруман і Лохатла в басейні Постмасбурґ.

### Титан,цирконій
За запасами титаноцирконієвих пісків ПАР займає 1-е місце в Африці (2003).
Майже всі розвідані запаси зосереджені в древніх пляжних розсипах на узбережжі Індійського океану в районі міст Ричардс-Бей, Умгабаба, Ісипінго та інших.
Піски містять 5—7 % ільменіту, 0,2—0,3 % рутилу і 0,4 % циркону.
Значні запаси ільменіту і циркону виявлені в карбонатитах родовищах Гондіні (пр. Трансвааль) і в піщаних горизонтах світи середньої Екка у відкладах Карру (родовища Ботавілл, Кароліна та інші). Значні запаси титану в титаномагнетитових рудах Бушвельдського комплексу.

### Ванадій
За запасами ванадієвих руд ПАР займає 1-е місце у світі (2003).
Родовища пов'язані з витриманими пластовими покладами ванадієвих титаномагнетитів, приурочених до горизонтів норитів і анортозитів верхньої частин інтрузії Бушвелдського комплексу. Розвідані запаси пов'язані з Головним магнетитовим горизонтом, що простежується за простяганням на 150 км, на глибину до 645 м.
Головні родовища: Мапахс, Магнет-Гейс, Палмер (Східний Трансвааль), Рюстенбурґ, Брітс (Західний Трансвааль).

### Хром
За запасами хромових руд ПАР займає 1-е місце у світі (2003).
Поклади руд зосереджені в трьох групах «хромітових шарів» в піроксенітах, норитах і анортозитах розшарованої інтрузії Бушвелдського комплексу. Найбільше значення має нижня група, де максимальна потужність прошарків (всього 11) вкраплених і масивних руд досягає 3 м.
Головні родовища: (Вінтерфелд, Сварткоп, Монтроз, Крундал та інші) приурочені до одного з прошарків (IU-6).

### Мідь
За підтвердженими запасами руд міді ПАР займає 3-є місце в Африці (2003).
Найбільше значення (близько 45 % запасів) мають родовища карбонатитового (Пхалаборва), колчеданного (26 %, родовищ Аггенейс і Пріска), а також гідротермального типів (родовища району Окіп і Мессіна).

### Нікель
У ПАР 2.5 млн т підтверджених запасів нікелю укладено у вкраплених сульфідних мідь- і нікельвмісних рудах унікального лополіту Бушвельд з дуже низьким вмістом нікелю (0.2-0.36 %). Руди ці відпрацьовуються для вилучення металів платинової групи, а нікель з них витягується попутно.

### Поліметали
За підтвердженими запасами руд свинцю, цинку та срібла ПАР займає 1-е місце в Африці, цинку 5-е місце у світі (2003).
Основна частина запасів цих металів зосереджена в комплексних рудах колчеданих родовищ Аггенейс, Ґамсберґ і Пріска.

### Стибій
За підтвердженими запасами руд стибію ПАР займає 6-е місце у світі і 1-е в Африці (2003).
Родовища стибієвих руд телетермального жильного типу (Гравелот, Джек-Вест, Юнайтед-Джек, Мулаті, Вейхал, Айронстоун, Фрі-Стейт, Монарк та інші) зосереджені в хлоритах, хлорит-карбонатних сланцях і залізистих кварцитах центральної частини архейського зеленокам'яного пояса хребету Мерчисон (північно-східний Трансвааль).

### Метали платинової групи(МПГ)
Переважна частина світових запасів МПГ сконцентрована на території ПАР: 85,8 % МПГ і 88,5 % платини (дані Геологічної служби США).
За прогнозними ресурсами МПГ ПАР теж займає 1-е місце у світі — 15—25 тис. т (у світі 40—60 тис. т).
Основна частина запасів платиноїдів (1-е місце у світі) і нікелевих руд (8-е місце у світі і 1-е в Африці, 2003) пов'язана з так званою Критичною зоною Бушвельдського масиву — розшарованою серією ультраосновних порід і підлеглих їм габроїдів з максимальною потужністю 900 м. Експлуатуються два шари цієї зони: верхній — риф Меренського і нижній — риф UG-2. Критична зона розташовується в нижній третині Бушвельдського лополіту, потужність якого перевищує 8 км. Рудоносний горизонт складений польовошпатовим піроксенітом хроміт-олівін-бронзитового складу. Платиноїди, що асоціюють з сульфідами нікелю, заліза і міді, концентруються в окремих шарах і представлені ідіоморфним бреггітом, купритом з домішкою спериліту. Значні концентрації платиноїдів встановлені у вигляді домішок в піротині, пентландиті і піриті, а також у вигляді комплексних проростань залізо-платинових сплавів у сульфідах.
Головні родовища: Рюстенбурґ, Юніон, Бафокенг, Аманделбюлт, Аток, Вілдбісфонтейн, Мессіна, Крундал, Марікана, Гела та інші. Значна частина запасів цих металів укладена також в комплексних рудах колчеданих родовищ рудного району Окіп, а також в габроїдах району Маунт-Ейліфф (родовища Інсізва, Табанкулу, Інгелі, Тонті).
Компанією Harmony Gold Mining у 2002 ведеться розвідка нового родовища платиноїдів Стелла (Stella), інша назва — Колплатс (Kalplats), Північна ПАР, провінція Нортвест (Northwest). На 2002 виявлено 3.8 млн т ресурсів мінералізованої маси, що містить Pt+Pd 1.5 г/т або 5.7 т обох металів [African Mining. 2002. V.7, № 3].

### Апатити
За підтвердженими запасами апатитів ПАР займає 1-е місце в Африці (2003).
Апатитові руди пов'язані з верхньопротерозойськими карбонатитовими комплексами Пхалаборва, Гленсвер і Шипіцкоп. близько 10 % запасів зосереджено в перевідкладених зернистих фосфоритах і фосфатних пісковиках міоцену в районі Лангебанвех (родовище Лангебан).

### Флюорит
ПАР займає 3-є місце у світі (після Китаю і Мексики) за загальними запасами флюориту (11 %) і 2-е місце за підтвердженими запасами, 1-е місце в Африці, 2003; загалом має близько15—20 % ресурсів світу.
Основні запаси флюориту в країні виявлені в Західному Трансваалі в стратифікованих покладах групи родовища Оттосхуп (100 млн т руди, вміст CaF2 15 %), приурочених до верхів Доломітової серії системи Трансвааль (нижній протерозой). Родовища представлені плащеподібними тілами неправильної форми, штокверками і жилами флюориту. Руди масивні, містять також оксиди марганцю, сфалерит, ґаленіт, пірит, тремоліт і тальк. Значна частина запасів пов'язана з гідротермальними родовищами.
Головні родовища: Баффало (Буффало), Кромдрай, Свартклуф (Звартклуф).
Провідну роль грають родовища стратиформного кварц-кальцит-флюоритового типу на півдні і північному сході країни.
Родовища: Звартклуф (середній вміст флюориту 13.7 %) Маріко (85—90 % CaF2),,"Буффало" (середній вміст CaF2 40 %). На найбільшому в країні жильному сульфідно-барит-флюоритовому родовищі Вергеноєг вміст великогрудкового флюориту коливається від 20 до 60 %.

### Азбест
За підтвердженими запасами всіх видів азбесту ПАР займає 1-е місце в Африці (2003).
Основні запаси амозит-азбесту зосереджені в «амозитовому поясі» (100×10 км) в північно-східному Трансваалі, де потужні (до 0,8 м) жили поперечно-волокнистого азбесту (довжина волокон до 30 см) пов'язані з тілами діабазів в залізисто-кременистих породах нижнього протерозою.
Головні родовища: Пенге, Долтон, Кромеллебурґ, Амоса і Маліпс. БІльша частина запасів крокідоліт-азбесту зосереджена в родовишах Капського крокідолітового поясу (400×550 км), приуроченого до яшмоподібних залізисто-кременистих відкладів Доломітової серії. Поперечно-волокнистий азбест з довжиною волокна від 2,5 см утворює жили і гнізда. Загальна потужність окремих рудоносних зон 10×120 м.
Найбільші родовища — Куруман, Кугас і Помфрет.
Родовища хризотил-азбесту зосереджені в районах Барбертон і Кароліна (родовища Рітфонтейн, Гудфервахт, Сілверкоп, Діпхезет та ін.), де пов'язані з поясом серпентинізованих ультраосновних гірських порід порід комплексу Джеймстаун і Доломітової серії.

### Вермікуліт
Запаси вермікуліту приурочені до карбонатитового комплексу Пхалаборва, де вермікуліт представлений двома відмінами — золотисто-коричневою, що утворилася з флогопіту, і чорною гідробіотитовою, менш цінною.
Основні запаси мінералів андалузитової групи зосереджені в провінціях: Капській (силіманіт, корунд), Трансвааль (андалузит) і Наталь (кіаніт).

### Алмази
За підтвердженими запасами алмазів ПАР займає одне з провідних місць у світі.
Близько 80 % алмазів у країні зосереджено в кімберлітових тілах груп Кімберлі і Коффіфонтейн в Оранжевій провінції (родовища Де-Бірс, Бюлтфонтейн, Дютойтспан, Весселтон та інші), групи Преторія в Трансваалі (трубка Прем'єр та інші) і групи Постмасбурґ в Капській провінції (трубка Фінч та інші). Інші запаси пов'язані з прибережно-морськими розсипами Атлантичного узбережжя країни на південь від гирла річки Оранжева (родовища Аннекс-Клейн-Зе, Койнгнас, Дреєрс-Пан, Ланхугт та інші), а також з елювіально-делювіальними розсипами в провінціях Оранжева, Трансвааль та Капська.

### Інші корисні копалини
На території ПАР виявлені також значні запаси руд олова (родовище Ройберґ), вольфраму (Набабіп), кобальту, піриту, рідкісних і рідкісноземельних металів (Грундорп, Сподуменкоп, Норіссеп). З нерудних корисних копалин розвідані невеликі гідротермальні родовища магнезиту (Давид, Сатерленд, Ренже, Алтхорп-Майн і Нтабізулу), осадові родовища кам'яної солі в центрі країни (Спрінґбукфлей, Сварткоп, Апіднгтон, Онфервах).
Основне джерело мусковіту — велике пегматитове родовище Лоувелд на північному-сході від Пхалаборва і декілька дрібних родовищ. Розвідані великі запаси тальку (Бриндізі, Лінкі, д), польового шпату (Лоувелд) і гіпсу. Численні родовища нерудних будівельних матеріалів виявлені в різних районах країни, але розробляються тільки в районах великих промислових центрів.